# Asian Development Tour 2012
De Asian Development Tour 2012 was het derde golfseizoen van de Asian Development Tour en er stonden dertien golftoernooien op de kalender.
De Order of Merit van dit seizoen werd gewonnen door de Filipijn Jay Bayron.

## Kalender
| Einddatum   | Toernooi                        | Land       | Winnaar          | Prijzengeld.          |
| ----------- | ------------------------------- | ---------- | ---------------- | --------------------- |
| 11 maart    | PGM-CCM Impian Masters          | Maleisië   | Mardan Mamat     | RM 180.000 US$ 60.000 |
| 7 april     | PGM-Johor Masters               | Maleisië   | Luke Bleumink    | RM 180.000 US$ 60.000 |
| 13 mei      | PGM ADT Masters at A'Famosa     | Maleisië   | Peter Richardson | RM 180.000 US$ 60.000 |
| 28 juni     | PGM Terengganu Masters          | Maleisië   | Ryan Bulloch     | RM 220.000 US$ 70.000 |
| 7 juli      | Taman Dayu Championship         | Indonesië  | Sujjan Singh     | US$ 75.000            |
| 14 juli     | Bii Maybank ADT Challenge       | Indonesië  | Jay Bayron       | US$ 50.000            |
| 11 augustus | Aboitiz Invitational            | Filipijnen | Elmer Salvador   | US$ 65.000            |
| 18 augustus | ICTSI Orchard Golf Championship | Filipijnen | Quincy Quek      | US$ 60.000            |
| 26 augustus | Ballantines Taiwan Championship | Taiwan     | Hsieh Chi-Hsien  | US$ 110.000           |
| 7 oktober   | PGM-Sarawak Masters             | Maleisië   | Kenneth De Silva | RM 180.000 US$ 60.000 |
| 3 november  | PGM-Eastwood Valley Masters     | Maleisië   | Jay Bayron       | US$ 80.000            |
| 11 november | PGM-MIDF-KLGCC Masters          | Maleisië   | Brian Locke      | RM 180.000 US$ 60.000 |
| 23 november | Yeangder ADT                    | Taiwan     | Lu Chien-soon    | US$ 120.000           |

2010 · 2011 · 2012 · 2013 · 2014